# Paratrechalea julyae
Paratrechalea julyae là một loài nhện trong họ Trechaleidae.
Loài này thuộc chi Paratrechalea. Paratrechalea julyae được E. L. C. Silva & A. A. Lise miêu tả năm 2006.